# La Guadalupe, Ayutla de los Libres
La Guadalupe är en ort i Mexiko.   Den ligger i kommunen Ayutla de los Libres och delstaten Guerrero, i den södra delen av landet, 270 km söder om huvudstaden Mexico City. La Guadalupe ligger 623 meter över havet och antalet invånare är 151.
Terrängen runt La Guadalupe är lite bergig. Runt La Guadalupe är det ganska tätbefolkat, med 58 invånare per kvadratkilometer. Närmaste större samhälle är Ayutla de los Libres, 9,3 km väster om La Guadalupe. I omgivningarna runt La Guadalupe växer huvudsakligen savannskog.